# Grand Theatre (Groningen)
Grand Theatre is een vlakkevloertheater aan de Grote Markt in de stad Groningen. Het is oorspronkelijk gebouwd als een bioscoop. Na een periode van leegstand werd het in de nacht van 30 op 31 mei 1980 gekraakt. Sindsdien doet het gebouw dienst als theater.

## Geschiedenis
Het Grand Theatre werd in 1929 gebouwd naar een ontwerp door de Britse architect G. Saville (1881-1973) in een bouwstijl met elementen van de art deco en de Amsterdamse School. Met name de voorgevel is een van de weinige voorbeelden van art deco in Groningen.
Het was de vierde grote bioscoop in de stad. De oudste bioscoop, Elite, was toen Grand werd geopend alweer verdwenen. Voor de Tweede Wereldoorlog kende de stad ook de bioscopen Luxor in de Herestraat, Cinema Palace, ook aan de Grote Markt, en de Beurs aan het Akerkhof.
Bij de opening op 24 april 1930 werd Haar hoogste verlangen, met Olga Tschechowa vertoond. Alex de Haas verzorgde een optreden in de pauze. Daarna volgde nog de film Helden der lucht. In augustus 1930 vertoonde het Grand Theatre voor het eerst een geluidsfilm: Ich glaub' nie mehr an eine Frau van Max Reichmann, met in de hoofdrol Richard Tauber. Na een interne verbouwing in 1949 werden in de grote zaal een aantal koperen ganzen aangebracht.
In 1977 werd Grand Theatre gesloten, waarna het pand drie jaar lang leeg stond. In 1980 werd het gekraakt en heringericht als "alternatief cultuurpaleis". Het gebouw behield de oorspronkelijke naam, ook omdat die verwees naar de nieuwe bestemming als theater.
In 1994 is Grand Theatre aangewezen als rijksmonument vanwege "zijn cultuurhistorische en architectuurhistorische waarde" en vanwege zijn "grote betekenis voor de Groninger cultuurgeschiedenis" als voormalige bioscoop.
Na de landelijke bezuinigingen op cultuur kwam de Stichting Grand Theatre in 2012 in moeilijkheden, in maart 2015 ging de stichting failliet. Enkele maanden later werd het theater weer in gebruik genomen.

## Producties en premières
Onder de naam Grand Theatre Producties zijn diverse producties tot stand gekomen en verschillende producties zijn in het Grand Theatre in première gegaan.